# Kabupaten Tanah Laut
Kabupaten Tanah Laut (indonesiska: Kabupaten Tanahlaut) är ett kabupaten i Indonesien.   Det ligger i provinsen Kalimantan Selatan, i den västra delen av landet, 900 km öster om huvudstaden Jakarta. Antalet invånare är 296 333.